# Яворце
Яворце (пол. Jaworce) — село в Польщі, у гміні Карчміська Опольського повіту Люблінського воєводства.